# Arktikum
Arktikum es un museo y centro científico en Rovaniemi, Finlandia. El edificio es también un destino cultural y sede de reuniones y conferencias. Cuenta con una cafetería y una biblioteca. En el Arktikum funcionan dos exposiciones independientes: el Centro Ártico y el Museo Provincial de Laponia, fundado en 1975. Ambas presentan la cultura, historia y vida moderna en el Ártico, profundizándose en conceptos como la vida humana en sintonía con la naturaleza. También cuenta con exposiciones temporales.
Inaugurado el 6 de diciembre de 1992, durante la conmemoración del 75 aniversario de la independencia de Finlandia, fue diseñado por el grupo de arquitectos daneses Birch-Bonderup & Thorup-Waade. Posee un anexo en forma de media luna, diseñado por Claus Bonderup y Janne Lehtipalo. el cual fue finalizado en 1997.
Para la construcción del museo se utilizaron materiales locales: suelos de granito Perttaus; pino de Laponia blanqueado con cal; sillas de abedul y piel de reno.
La parte más visible del museo es su pasillo acristalado de 172 metros de largo. Está dividido en dos por la carretera de Kittilä, de 30 metros de ancho. Sirve de «Puerta del Norte», ya que el vestíbulo de entrada está en el extremo sur y los visitantes se dirigen hacia el norte al entrar. El espacio expositivo está protegido bajo tierra, imitando el modo en que los animales árticos se protegen del invierno enterrándose bajo la nieve.